# Rhoda Kalema
Rhoda Nakibuuka Nsibirwa Kalema (Campala, 10 de maio de 1929 – Nairóbi, 3 de agosto de 2025) foi uma política aposentada da Uganda conhecida como a "Mãe do Parlamento" do país.

## Biografia
Rhoda Kalema foi uma dos 24 filhos de Martin Luther Nsibirwa, que foi duas vezes nomeado catiquiro (primeiro-ministro) do Reino de Buganda em Uganda. Nasceu em maio de 1929 no Butiquiro, a residência oficial do catiquiro, no bairro de Mengo, em Campala.
Kalema frequentou a Escola Infantil Gaiaza por um ano, e depois o Colégio Real de Budo pelo restante de sua educação primária e secundária. Se matriculou em um curso comercial em treinamento de secretariado e trabalhou como secretária e tesoureira em Gaiaza até 1949. Em 1950, se casou com William Kalema, um professor do King's College Budo, que mais tarde se tornou um renomado político e ministro do Comércio. Em 1955, iniciou um curso de um ano em Serviço Social e Administração Social na Abadia de Newbattle, uma Faculdade de Educação de Adultos no Reino Unido.

### Carreira política
Em 1961, Grace Ibingira e Adoko Nyekon iniciaram Rhoda Kalema no Congresso do Povo de Uganda. Foi ministra júnior de Cultura e Desenvolvimento Comunitário no regime de Binaisa. Entretanto, após a morte de seu marido em 1972 - foi sequestrado e morto durante o regime de Idi Amin - desistiu da participação política até 1979, quando, após a queda de Idi Amin, ingressou no Conselho Nacional Consultivo (NCC) formado pela Frente Nacional de Libertação do Uganda, sob o comando de Edward Rugumayo, como um dos dois representantes femininos. Em 1980, foi um dos membros fundadores do Movimento Patriótico de Uganda (UPM).
Se tornou vice-ministra do Serviço Público de 1989 a 1991 sob o comando do presidente Yoweri Museveni. Em 1994, participou das eleições da Assembléia Constituinte como representante de Kiboga, e derrotou 8 oponentes do sexo masculino depois de conquistar dois terços de toda a votação.
Rhoda Kalema foi homenageada em 1996 pelo Fórum para Mulheres na Democracia de Uganda "como um líder transformador". Em 13 de março de 2018, recebeu o Prêmio Sudreau Global Justice Lifetime Achievement da Faculdade de Direito da Universidade Pepperdine e do Judiciário ugandense.

### Morte
Kalema morreu no dia 3 de agosto de 2025, aos 96 anos, num hospital de Nairóbi, Quênia.